# Wastl (Comic)
Wastl (im Original: Jérôme) ist eine Comicfigur des belgischen Zeichners Willy Vandersteen (1913–1990). Der Name ist eine bayerisch-österreichische Abwandlung von Sebastian.

## Erscheinen der „Wastl“-Comics
Die Figur Wastl erschien im deutschen Sprachraum erstmals in den Felix-Comic-Heften des Bastei-Verlags und war zunächst eine Nebenfigur in den „Ulla und Peter“-Geschichten (im Original: Suske und Wiske), die von Pankwitz (im Original: Lambik) begleitet wurde. Eine eigene Wastl-Serie gab es in Felix von 1965 bis 1968. Als die Beliebtheit von Wastl noch mehr zunahm, gab der Verlag ein eigenes Comic-Heft unter dem Titel Wastl in zunächst vierzehntäglichem, später wöchentlichem Zyklus von Mai 1968 bis Januar 1972 heraus. Insgesamt erschienen 173 Hefte. Im Februar 1972 wurde die Comicserie in Das ist Klasse umbenannt, im Juni 1973 jedoch endgültig eingestellt. Mitte der 1970er Jahre war Wastl in der Taschenbuch-Reihe Feuerwerk vertreten (dort in den Bänden 14, 17 – 22). 1983/1984 erschienen sieben Wastl-Taschenbücher, in denen jedoch nur Nachdrucke enthalten waren.

## Figuren im „Wastl-Kosmos“
Zum Wastl-Kosmos (speziell in den „Wastl“-Heften) zählen folgende Figuren:
- Wastl, der Superkraftlackl mit dem goldenen Herzen
- Ricki, Sohn von Präsident Arthur, Lausebengel und Helfer von Wastl
- Professor Barabas, ein großer Erfinder
- Tante Sidonie, eine blonde ältere Jungfer mit Haaren auf den Zähnen
- Präsident Arthur, Chef der „Goldmasken“ und Vater von Ricki
- Bumsi, das atombetriebene fliegende Motorrad von Wastl
- Babsi, Sekretärin von Wastl (erst ab 1970)
- Beppo Holzauge, Detektiv (erst ab 1970)
- Napoleon, Koala (erst ab 1970)

Wastl erhält 1968 ein neues Image. Er wird ein Supermann in gelbem Outfit mit Cape. Die „Goldmasken“ sind ähnlich der Sage von König Artus eine Runde von modernen Tafelrittern, bestehend aus Millionären, die mit einer goldenen Maske vermummt sind und humanitäre Ziele verfolgen. Wastl erledigt Aufträge von ihnen gemeinsam mit dem halbwüchsigen Ricki, dem Sohn des Goldmasken-Chefs, der bei ihren Abenteuern stets ein kesses Mundwerk hat. Der weißbärtige Professor Barabas ist ein Pendant zu Daniel Düsentrieb, Tante Sidonie eine schrullige hagere Jungfer. Bumsi, das atombetriebene Motorrad, das sowohl auf der Straße fahren als auch in der Luft fliegen kann, wird von Wastl wie ein Haustier verhätschelt. In Heft 97 nimmt Wastl Abschied von den Goldmasken-Leuten und macht sich selbstständig. Von da an läuft er mit offenen (statt wie früher mit geschlossenen) Augen durch die Gegend.